# Goh Chok Tong
Goh Chok Tong (* 20. května 1941) je singapurský politik. V letech 1990–2004 byl premiérem Singapuru. Byl též ministr obchodu a průmyslu (1979-1981), ministr zdravotnictví (1981-1982), ministr obrany (1982-1991). V letech 1992-2004 byl generálním tajemníkem Strany lidové akce, která je hegemonní stranou singapurského politického systému.